# Nordre Follo
Nordre Follo – gmina w okręgu Akershus w Norwegii, w południowej części aglomeracji Oslo. Siedzibą gminy jest miasto Ski.